# Ablabesmyia suturalis
Ablabesmyia suturalis es una especie de insecto díptero del género Ablabesmyia, familia Chironomidae.

Fue descrito por primera vez en 1918 por Abreu. 

## Distribución
Se distribuye por islas Canarias.